# Западноафрички гепард
Западноафрички гепард (лат. Acinonyx jubatus hecki) подврста је гепарда која насељава западне делове Африке.

## Распрострањење
Типска јединка описана је на основу гепарда уловљеног у Сенегалу, али популација гепарда у Сенегалу није примећена још од 1980-их. Ареал подврсте западноафрички гепард (Acinonyx jubatus hecki) је, сем Сенегала, обухватао следеће афричке државе: Алжир, Мали, Нигер, Мароко, Мауританија, Нигерија, Бенин, Буркина Фасо, Чад, Обала Слоноваче, Гана, Гвинеја, Гвинеја Бисао, Сијера Леоне и Того. Савремени подаци указују на сигурно присуство западноафричког гепарда само у Бенину, Нигеру и Буркини Фасо, уз могуће присуство у Малију, Мауританији и Тогу. Сахарске популације гепарда (у Алжиру) сматрају се делом друге подврсте, азијског гепарда (Acinonyx jubatus venaticus).

## Станиште
Станишта врсте су шуме, планине и екосистеми ниских трава и шумски екосистеми.

## Угроженост
Ова подврста је крајње угрожена и у великој опасности од изумирања.